# Habala (album)
Habala – debiutancki album zespołu Rh+ wydany w 2006 roku w Rockers Publishing. Zawiera trzynaście kompozycji w stylistyce rock - ska.

## Lista utworów
| L.p. | Tytuł utworu     | Czas trwania | Słowa                | Muzyka |
| ---- | ---------------- | ------------ | -------------------- | ------ |
| 1    | Aktor            | 2:50         | Paweł Motyl          | Rh+    |
| 2    | Poznaj Siebie    | 3:09         | Paweł Motyl          | Rh+    |
| 3    | Po Prostu Miłość | 4:36         | Dariusz Marcinkowski | Rh+    |
| 4    | Kazik            | 3:26         | Dariusz Marcinkowski | Rh+    |
| 5    | Pszczoły         | 2:12         | Dariusz Marcinkowski | Rh+    |
| 6    | Krzyk            | 2:55         | Paweł Motyl          | Rh+    |
| 7    | Alleluja         | 2:57         | Paweł Motyl          | Rh+    |
| 8    | Martwe Myśli     | 3:53         | Paweł Motyl          | Rh+    |
| 9    | Maryśka          | 2:10         | Paweł Motyl          | Rh+    |
| 10   | Rzeczywistość    | 3:13         | Paweł Motyl          | Rh+    |
| 11   | 35 °C            | 3:47         | Dariusz Marcinkowski | Rh+    |
| 12   | Szarość          | 5:44         | Paweł Motyl          | Rh+    |
| 13   | Wiem             | 3:53         | Paweł Motyl          | Rh+    |